# Socorro de Goes

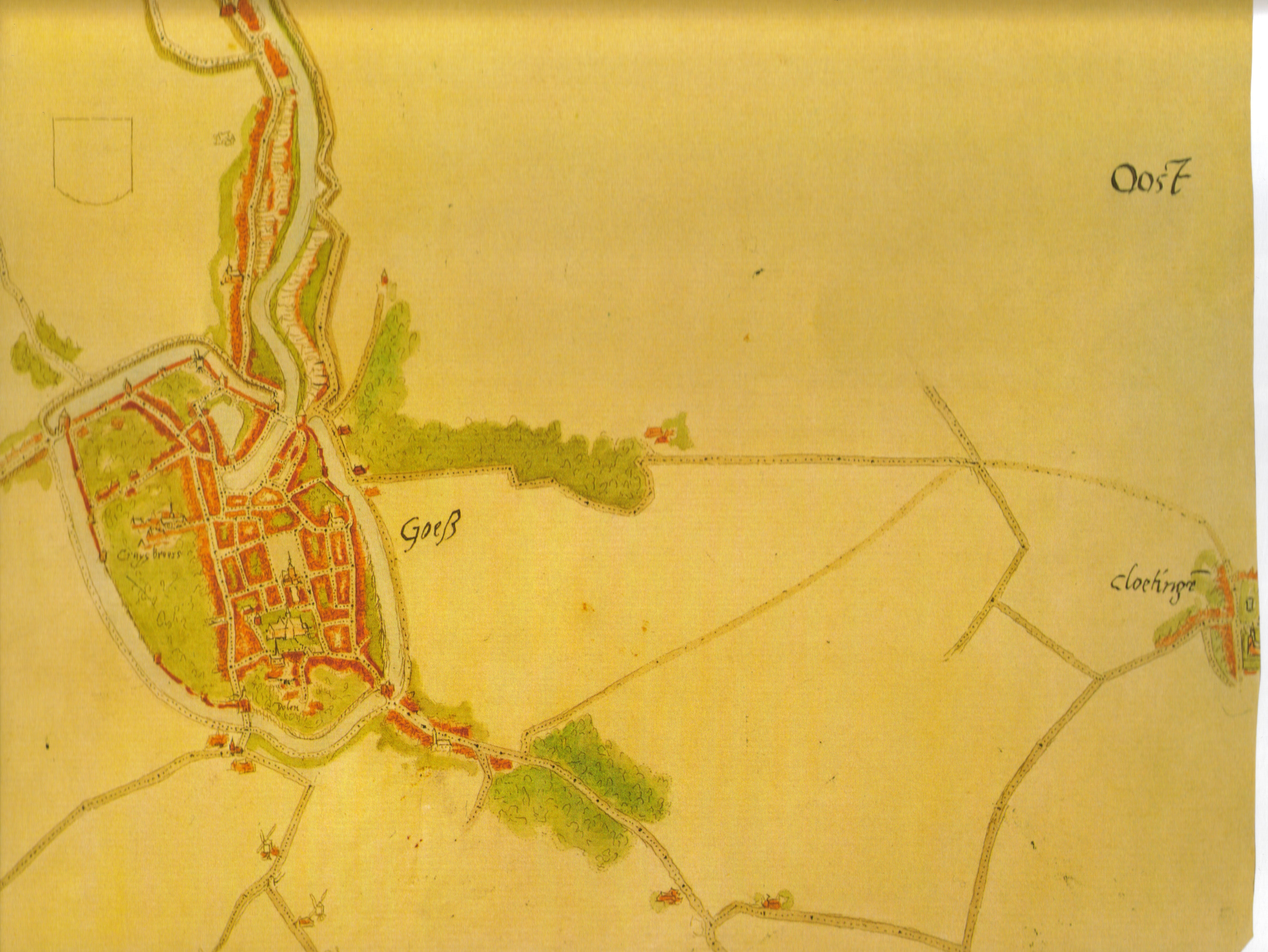
Mapa de Goes e Kloetinge em 1572.

Socorro de Goes ocorreu em agosto de 1572, durante a Guerra dos Oitenta Anos, a cidade de Goes, na Holanda espanhola, foi sitiada por forças holandesas com o apoio de tropas inglesas enviadas pela rainha Elizabeth I. Esta era uma ameaça à segurança da cidade vizinha de Middelburg, também sitiada. Dada a impossibilidade de resgate de Goes por mar, 3 000 soldados dos Tercios espanhóis sob o comando de Cristóbal de Mondragón atravessaram o rio Escalda em sua foz, caminhando 15 milhas durante a noite em água até o fundo do peito. A chegada surpresa dos Tercios forçou a retirada das tropas anglo-holandesas de Goes, permitindo que os espanhóis mantivessem o controle de Middelburg, capital da Ilha Walcheren.

## Consequências
A retirada das forças anglo-holandesas dos arredores de Goes permitiu que as tropas espanholas aliviassem temporariamente Middelburg, capital da Zelândia, que resistiu ao cerco holandês até sua rendição em fevereiro de 1574. No final de 1572, Goes, Arnemuiden, Middelburg e Rammekens permaneceram sob controle espanhol. A ilha de Schouwen, incluindo Zierikzee, foi controlada pelas forças holandesas até sua recaptura em 1576 por Luis de Requesens, o governador dos Países Baixos espanhóis.